# Campeonato Mundial de Esgrima de 2017
El LXXIX Campeonato Mundial de Esgrima se celebró en Leipzig (Alemania) entre el 19 y el 26 de julio de 2017 bajo la organización de la Federación Internacional de Esgrima (FIE) y la Federación Alemana de Esgrima.
Las competiciones se realizaron en el Arena Leipzig de la ciudad alemana.

## Calendario
| ● | Clasificación |  | Finales |

| Julio de 2017       | Julio de 2017       | Mié 19 | Jue 20 | Vie 21 | Sáb 22 | Dom 23 | Lun 24 | Mar 25 | Mié 26 | Total |
| ------------------- | ------------------- | ------ | ------ | ------ | ------ | ------ | ------ | ------ | ------ | ----- |
| Florete individual  | Florete individual  | F      | M      | F      |        | M      |        |        |        | 2     |
| Espada individual   | Espada individual   | M      | F      |        | M      | F      |        |        |        | 2     |
| Sable individual    | Sable individual    | M      | F      | M      | F      |        |        |        |        | 2     |
| Florete por equipos | Florete por equipos |        |        |        |        |        | F      |        | M      | 2     |
| Espada por equipos  | Espada por equipos  |        |        |        |        |        |        | M      | F      | 2     |
| Sable por equipos   | Sable por equipos   |        |        |        |        |        | M      | F      |        | 2     |
| Finales por día     | Finales por día     | 0      | 0      | 2      | 2      | 2      | 2      | 2      | 2      | 12    |

## Medallistas

### Masculino
| Evento                      | Oro                                                                            | Plata                                                                                    | Bronce                                                                     |
| --------------------------- | ------------------------------------------------------------------------------ | ---------------------------------------------------------------------------------------- | -------------------------------------------------------------------------- |
| Florete individual (23.07)  | Dmitri Zherebchenko · Rusia                                                    | Toshiya Saito Japón                                                                      | Daniele Garozzo · Italia · Takahiro Shikine · Japón                        |
| Florete por equipos (26.07) | Giorgio Avola · Alessio Foconi · Daniele Garozzo · Andrea Cassarà (R) · Italia | Miles Chamley-Watson Race Imboden Alexander Massialas Gerek Meinhardt (R) Estados Unidos | Enzo Lefort Erwann Le Péchoux Julien Mertine Jérémy Cadot (R) Francia      |
| Espada individual (22.07)   | Paolo Pizzo · Italia                                                           | Nikolai Novosjolov Estonia                                                               | Richard Schmidt · Alemania · András Rédli · Hungría                        |
| Espada por equipos (25.07)  | Yannick Borel Ronan Gustin Daniel Jérent Jean-Michel Lucenay (R) Francia       | Max Heinzer · Michele Niggeler · Benjamin Steffen · Georg Kuhn (R) · Suiza               | Nikita Glazkov · Serguei Jodos · Pavel Sujov · Anton Glebko (R) · Rusia    |
| Sable individual (21.07)    | András Szatmári · Hungría                                                      | Gu Bon-Gil Corea del Sur                                                                 | Kamil Ibraguimov · Rusia · Vincent Anstett · Francia                       |
| Sable por equipos (24.07)   | Gu Bon-Gil Kim Jung-Hwan Oh Sang-Uk Kim Jun-Ho (R) Corea del Sur               | Csanád Gémesi · András Szatmári · Áron Szilágyi · Tamás Decsi (R) · Hungría              | Enrico Berrè · Luca Curatoli · Luigi Samele · Dario Cavaliere (R) · Italia |

### Femenino
| Evento                      | Oro                                                                              | Plata                                                                 | Bronce                                                                                       |
| --------------------------- | -------------------------------------------------------------------------------- | --------------------------------------------------------------------- | -------------------------------------------------------------------------------------------- |
| Florete individual (21.07)  | Inna Deriglazova · Rusia                                                         | Alice Volpi · Italia                                                  | Arianna Errigo · Italia · Ysaora Thibus · Francia                                            |
| Florete por equipos (24.07) | Arianna Errigo · Camilla Mancini · Alice Volpi · Martina Batini (R) · Italia     | Lee Kiefer Nzingha Prescod Nicole Ross Margaret Lu (R) Estados Unidos | Inna Deriglazova · Anastasiya Ivanova · Adelina Zaguidulina · Svetlana Tripapina (R) · Rusia |
| Espada individual (23.07)   | Tatiana Gudkova · Rusia                                                          | Ewa Nelip · Polonia                                                   | Olena Kryvytska · Ucrania · Julia Beljajeva · Estonia                                        |
| Espada por equipos (26.07)  | Julia Beljajeva Irina Embrich Kristina Kuusk Erika Kirpu (R) Estonia             | Sun Yiwen Xu Chengzi Zhu Mingye Sun Yujie (R) China                   | Ewa Nelip · Magdalena Piekarska · Barbara Rutz · Renata Knapik-Miazga (R) · Polonia          |
| Sable individual (22.07)    | Olha Jarlan · Ucrania                                                            | Aza Besbes Túnez                                                      | Irene Vecchi · Italia · Cécilia Berder · Francia                                             |
| Sable por equipos (25.07)   | Rossella Gregorio · Loreta Gulotta · Irene Vecchi · Martina Criscio (R) · Italia | Kim Ji-Yeon Seo Ji-Yeon Yoon Ji-Su Hwang Seon-A (R) Corea del Sur     | Cécilia Berder Manon Brunet Caroline Quéroli Charlotte Lembach (R) Francia                   |

## Medallero
| Núm. | País           | Oro | Plata | Bronce | Total |
| ---- | -------------- | --- | ----- | ------ | ----- |
| 1    | Italia         | 4   | 1     | 4      | 9     |
| 2    | Rusia          | 3   | 0     | 3      | 6     |
| 3    | Corea del Sur  | 1   | 2     | 0      | 3     |
| 4    | Estonia        | 1   | 1     | 1      | 3     |
| 4    | Hungría        | 1   | 1     | 1      | 3     |
| 6    | Francia        | 1   | 0     | 5      | 6     |
| 7    | Ucrania        | 1   | 0     | 1      | 2     |
| 8    | Estados Unidos | 0   | 2     | 0      | 2     |
| 9    | Japón          | 0   | 1     | 1      | 2     |
| 9    | Polonia        | 0   | 1     | 1      | 2     |
| 11   | China          | 0   | 1     | 0      | 1     |
| 11   | Suiza          | 0   | 1     | 0      | 1     |
| 11   | Túnez          | 0   | 1     | 0      | 1     |
| 14   | Alemania       | 0   | 0     | 1      | 1     |
|      | TOTAL          | 12  | 12    | 18     | 42    |